# Go-nara
Go-nara, född 1495, död 1557, var regerande kejsare av Japan mellan 1526 och 1557.